# 萊克伍德 (印地安納州)
萊克伍德（英語：Lakewood）是位於美國印地安納州卡洛爾縣的一個非建制地區。該地的面積和人口皆未知。

## 地理
萊克伍德的座標為40°46′11″N 86°45′35″W / 40.76972°N 86.75972°W，而該地的平均海拔高度為203米（即666英尺）。